# Formula SAE Italy
La Formula ATA, conosciuta impropriamente come Formula SAE Italy, è l'evento ufficiale italiano di Formula SAE. Dal 2005 al 2015 si è svolta nel mese di Settembre e rappresentava l'ultimo appuntamento stagionale della categoria in Europa, mentre dal 2016 si svolge nella seconda metà di Luglio. Dal 2024 torna a svolgersi nel consueto mese di Settembre.
Tra i main sponsor della competizione ci sono il gruppo Fiat Chrysler Automobiles e Dallara.
L'evento è diviso in tre categorie:
- Formula SAE Italy, categoria dedicata alle monoposto con motore a scoppio.
- Formula Electric Italy, dal 2011 categoria dedicata alle monoposto con motori elettrici.
- Driverless, dal 2018 categoria dedicata alle monoposto con guida autonoma.

## Storia
Nel 2005 l'ATA sigla un accordo con la SAE per l'organizzazione di un evento Formula SAE in Italia. Nasce così la Formula ATA, competizione che racchiude in un unico evento la Formula SAE Italy e la Formula Hybrid & Electric Italy (EHI), prima gara mondiale dedicata a veicoli a propulsione ibrida o elettrica.
La prima edizione si svolge dal 22 al 25 settembre presso il Fiat Auto Proving Ground di Balocco, in provincia di Vercelli, e vede al via dodici team, di cui tre italiani, tra i quali brilla la prestazione del Firenze Race Team V2 dell'Università di Firenze, secondo classificato alle spalle dei ragazzi del TUG Racing Team della University of Technology di Graz.
La stagione successiva vede ancora la pista di Balocco come tracciato di gara e dal 7 al 10 settembre 2006 diciotto team (sei in più rispetto alla prima edizione) si danno nuovamente battaglia, al termine della quale è ancora un team di Graz ad uscire vincitore. Questa volta è però il team Joanneum Racing dell'University of Applied Sciences a conquistare la vittoria, con meno di nove punti di vantaggio sui cugini, e campioni uscenti di TUG. Sul gradino più basso del podio fa la propria comparsa il Rennteam dell'Università di Stoccarda.
La stagione 2007 vede trionfatori per la prima volta i ragazzi tedeschi che, dopo aver vinto la prima edizione della gara di casa la Formula Student Germany, si presentano al via della gara italiana come il team da battere. Abbandonato l'asfalto di Balocco è il circuito Ferrari di Fiorano ad ospitare dal 21 al 23 settembre, i quaranta team iscritti alla terza edizione della Formula SAE Italy, la prima a tenersi disgiuntamente dalla Formula EHI.
A contrastare il Rennteam di Stoccarda sono chiamati i due team di Graz vincitori delle due edizioni precedenti mentre i team italiani iscritti all'evento sono dieci, con il team del Politecnico di Torino indicato da molti come possibile sorpresa della gara, soprattutto grazie alle bella prestazione del mese precedente in Germania.
La gara mostra fin dall'inizio una lotta a tre fra Stoccarda, TUG e proprio la SquadraCorse del Politecnico di Torino.
Al termine della tre giorni di gara sono però i favoriti della vigilia a spuntarla, proprio sul team torinese, che dopo un solo anno riporta il tricolore sul secondo gradino del podio, succedendo a Firenze, e precedendo in questa occasione i campioni 2005 del TU di Graz.
L'edizione 2008 è come un déjà vu; infatti sia la location che il podio sono i medesimi dell'edizione precedente. Reduci dalla sfortunata gara di Hockenheim in cui la rottura della catena a duecento metri dal traguardo li ha privati del bis anche alla Formula Student Germany, i ragazzi del Rennteam si presentano a Fiorano determinati a conquistare il successo. La tre giorni di gara li vede in testa sin dalle prime prove, lasciando ai rivali ben poco spazio e consacrando definitivamente il team tedesco come il più competitivo del panorama FSAE.
Anche da un punto di vista organizzativo l'evento inizia a crescere in maniera consistente; i team iscritti sono 37, e provengono da tutto il mondo.
Nel 2009 la manifestazione si è svolta sull'autodromo Riccardo Paletti di Varano de' Melegari, dal 4 al 7 settembre.

## Formula
La competizione è basata su due categorie:
- Eventi statici
  - Design: presentazione del progetto completo della vettura
  - Business: presentazione del progetto di fronte a potenziali acquirenti e sponsor
  - Economico: analisi finanziaria del progetto
- Eventi dinamici:
  - Accelerazione
  - Skid Pad
  - Autocross
  - Endurance

## Edizioni
| Anno | Date                    | Edizione | Luogo                      | Formula SAE Italy                                    | Formula Electric Italy        | Formula Driverless                             |
| ---- | ----------------------- | -------- | -------------------------- | ---------------------------------------------------- | ----------------------------- | ---------------------------------------------- |
| 2005 |                         | 1ª       |                            | Università tecnica di Graz                           |                               |                                                |
| 2006 |                         | 2ª       |                            | UAS Graz (FH Joanneum)                               |                               |                                                |
| 2007 |                         | 3ª       |                            | Università di Stoccarda                              |                               |                                                |
| 2008 |                         | 4ª       |                            | Università di Stoccarda                              |                               |                                                |
| 2009 |                         | 5ª       |                            | Università di Stoccarda                              |                               |                                                |
| 2010 |                         | 6ª       |                            | / Global Formula Racing                              |                               |                                                |
| 2011 |                         | 7ª       |                            | Università di Stoccarda                              |                               |                                                |
| 2012 |                         | 8ª       |                            | West Saxon University of Applied Sciences of Zwickau | Università di Stoccarda       |                                                |
| 2013 |                         | 9ª       |                            | Università di Stoccarda                              | Università di Stoccarda       |                                                |
| 2014 |                         | 10ª      |                            | Università tecnica di Graz                           | Università tecnica di Tallinn |                                                |
| 2015 |                         | 11ª      |                            | UAS Graz                                             | UAS Zwickau                   |                                                |
| 2016 |                         | 12ª      |                            | UAS Coburg                                           | Università tecnica di Dresda  |                                                |
| 2017 | 19-23 luglio            | 13ª      | Autodromo Riccardo Paletti | Politecnico di Breslavia                             | DHBW Stuttgart                |                                                |
| 2018 | 11-15 luglio            | 14ª      | Autodromo Riccardo Paletti | Università tecnica di Graz                           | Università tecnica di Tallinn | Politecnico federale di Zurigo                 |
| 2019 | 24-28 luglio            | 15ª      | Autodromo Riccardo Paletti | Politecnico di Milano                                | Politecnico di Torino         | Università degli Studi di Roma "La Sapienza"   |
| 2021 | 27 settembre-1º ottobre | 17ª      | Autodromo Riccardo Paletti | UAS Graz                                             | Università tecnica di Tallinn | UAS Augsburg                                   |
| 2022 | 13-17 luglio            | 18ª      | Autodromo Riccardo Paletti | UAS Esslingen                                        | Università tecnica di Tallinn | Università tecnica di Tallinn                  |
| 2023 | 12-16 luglio            | 19ª      | Autodromo Riccardo Paletti | Università degli Studi di Padova                     | UAS Zwickau                   | Università degli Studi di Napoli "Federico II" |